# 소프트웨어 아키텍트
소프트웨어 아키텍트(software architect)는 전문가로 간주되는 소프트웨어 개발자로서, 고수준의 설계적 결정을 수행하고 소프트웨어 코딩 표준, 도구, 플랫폼을 포함한 기술 표준을 지시한다.

## 역사
소프트웨어 아키텍트 개념은 객체 지향 프로그래밍(OOP)이 더 널리 사용되기 시작할 때 장악하기 시작했다.(1990년대 말, 21세기 초)

## 같이 보기
- 전기공학
- 전자공학
- 요구사항 분석 / 요구공학
- 소프트웨어 구조
- 소프트웨어 공학 / 소프트웨어 공학자
- 시스템 아키텍처 / 시스템 아키텍트
- 시스템 공학 / 시스템 공학